# Ciao Italia: Live from Italy
Ciao Italia: Live from Italy es un videoálbum de la cantante estadounidense Madonna, publicado por Warner Reprise Video en VHS el 24 de mayo de 1988. Dirigido por Egbert Van Hees y producido por Riccardo Mario Corato, contiene la grabación de los últimos conciertos de la gira Who's That Girl World Tour realizados en Turín y Florencia (Italia) el 4 y el 6 de septiembre de 1987, respectivamente. Previo a su lanzamiento, varios canales de televisión europeos habían transmitido el espectáculo como un especial televisivo titulado Madonna in Concerto. En mayo de 1989, salió a la venta en Laserdisc y diez años después —en marzo de 1999— estuvo disponible en DVD.
Tras su publicación, obtuvo en general comentarios variados de críticos y periodistas musicales, aunque en su mayoría de carácter favorable; las reseñas se centraron principalmente en la dirección y las actuaciones en vivo, así como la presencia escénica y voz de Madonna. Desde el punto de vista comercial, alcanzó el primer puesto en la lista Top Music Videocassettes de Billboard y el tercero en Top Videocassette Sales de la misma revista. Asimismo, obtuvo un disco de platino por la Recording Industry Association of America (RIAA) tras haber vendido 100 000 copias en el país y ocupó los diez primeros lugares en Canadá, México y Reino Unido. Tras su lanzamiento en DVD, el vídeo ingresó a varias listas europeas entre 2001 a 2010.

## Antecedentes
Who's That Girl World Tour fue la segunda gira musical de Madonna, realizada para promocionar su tercer álbum de estudio True Blue y la banda sonora Who's That Girl. Fue su primera gira mundial, dado que The Virgin Tour (1985) solo tuvo fechas en Estados Unidos y una en Toronto (Canadá); Madonna visitó por primera vez Alemania, Francia, Inglaterra, Italia, Japón y Países Bajos. Inició el 14 de junio de 1987 en Osaka (Japón) y finalizó el 6 de septiembre de ese año en Florencia (Italia) con un total de 38 espectáculos. El objetivo de la cantante era «evolucionar» hacia una fase nueva de su imagen y convertir la gira en un «verdadero espectáculo» al estilo Broadway. Para cumplir este propósito, contrató a tres coristas, tres bailarines —entre ellos Chris Finch de trece años y Shabba Doo, quien también fue el coreógrafo de la gira— y Marlene Stewart, que diseñó el vestuario a partir de las propias ideas de Madonna. La artista estuvo involucrada en cada aspecto, como las imágenes que se proyectaban en las pantallas detrás de ella, el ritmo del espectáculo y el vestuario. Descrita como la «primera extravagancia completamente escenificada de Madonna», la gira incluyó una gran variedad de elementos nuevos y tecnológicos como escaleras móviles, proyecciones y coreografías más elaboradas, entre otras características, por lo que fue musical y técnicamente superior a sus primeros conciertos.
La gira puso énfasis en temas como el sexo seguro, sumado a que Madonna dedicó la interpretación de «Papa Don't Preach» a Juan Pablo II, lo que provocó su primer conflicto con la Santa Sede y que el entonces papa instara a boicotear sus conciertos. La crítica resaltó las canciones interpretadas, la «magnitud» de la gira y la mezcla de coreografía al estilo Broadway con canciones post-disco que superaba «los estándares establecidos anteriormente» por otros artistas como Prince y Michael Jackson. En términos comerciales, logró varios récords; por ejemplo, los boletos para los dos primeros conciertos en el estadio Wembley de Londres se agotaron en dieciocho horas, lo que condujo a los organizadores agregar una fecha más. Más de 70 000 personas asistieron al primer espectáculo en esa ciudad, mientras que 130 000 presenciaron el de Sceaux, en París, lo que significó la mayor audiencia en la carrera de Madonna y la mayor cifra registrada en un festival de este tipo. Además, fue la primera artista femenina de la historia en recaudar más de un millón USD en un solo concierto, cuando interpretó ante 56 000 fanáticos en la ciudad de Miami. Recaudó entre 20 a 25 millones USD y Madonna se convirtió en la artista más taquillera de 1987.

## Estreno y publicación
A finales de agosto de 1987, Gerard Stam de la revista Music & Media informó que la cadena de televisión italiana Rai 1 transmitiría el concierto del 4 de septiembre en Turín y sería una transmisión simultánea con RAI Stereo Due, la radio pop nacional. Con una duración de una hora y media e imágenes editadas, el programa originalmente iba a emitirse cuatro semanas después del espectáculo y posteriormente saldría al aire en otros territorios, a excepción de Canadá, Estados Unidos y Japón. Finalmente, el especial se estrenó el mismo día del concierto en Rai y se reportó que Países Bajos (VARA), España (TVE), Francia (TF1) y Alemania eran algunos de los países que habían confirmado la emisión en sus respectivos canales. Titulado Madonna in Concerto, el especial televisivo fue una producción de ID-TV de Países Bajos, que ya había obtenido reconocimiento por producir las últimas giras de Lionel Richie y U2. Juergen Ottorstein de WEA Europe señaló que era «un gran beneficio que tanta gente tenga la oportunidad de verla». El especial fue visto por 30 a 35 millones de espectadores solo en Italia; las estadísticas informaron que hubo 14 millones de televisores encendidos durante la transmisión del evento.
Bajo la dirección de Egbert van Hees, Ciao Italia: Live from Italy salió a la venta en formato VHS el 24 de mayo de 1988 a través de Warner Reprise Video. Con una duración de cien minutos, contiene la grabación completa de los conciertos ofrecidos en Turín y Florencia; además, se incluyó una introducción de pocos segundos en donde Madonna practicaba con su equipo en el escenario y ensayaba las canciones y las coreografías. Riccardo Mario Corato fue el responsable de la producción, Mitchell Sinoway de la edición y Harry De Winter de la producción ejecutiva. Para promocionar el material, se emitió un videoclip de la presentación del sencillo «Into the Groove» (1985) a los canales de televisión. Asimismo, el 1 de julio de ese año Madonna realizó una aparición sorpresa en el programa Late Night with David Letterman, que tenía como invitada principal a la actriz y amiga de la cantante, Sandra Bernhard. El material estuvo disponible en formato Laserdisc en mayo de 1989 a través de Pioneer Artists a un precio de 29.95 USD, mientras que en Canadá la compañía PolyGram Video lo publicó el 8 de junio de 1993 junto con Madonna Live: The Virgin Tour (1985) y The Immaculate Collection (1990). Finalmente, Warner Reprise Video lanzó la versión en DVD en Estados Unidos el 9 de marzo de 1999. El vídeo presenta un sonido estereofónico y aparece en una relación de aspecto de 1.33:1 (4:3) en un disco de una sola cara; debido a estas dimensiones, la imagen no ha sido mejorada para televisores de 16:9.

## Recepción crítica
En términos generales, Ciao Italia: Live from Italy obtuvo comentarios variados de críticos y periodistas musicales, aunque en su mayoría de carácter favorable. Daryl Easlea, uno de los autores de Madonna: Blond Ambition (2012), lo calificó como «fresco, animado y lleno de vitalidad» y agregó que «captura realmente la magia de la actuación en vivo. La película y su banda sonora pueden haber sido una cosa, pero aquí se trató de una producción de calidad total, una mezcla de espectáculo y canciones con Madonna como una maestra de ceremonias siempre entusiasta». En su reseña al DVD, Heather Phares de AllMusic escribió: «Una actuación mucho más sencilla y menos coreografiada que sus posteriores extravagancias como The Girlie Show, Ciao Italia sigue siendo entretenida por derecho propio y sin duda complacerá a los admiradores nostálgicos» de la cantante. Mark Deming de AllMovie le otorgó tres estrellas de cinco y comentó que «Madonna visita la tierra de su noble herencia para este concierto en vivo de mucha energía». Dennis Hunt de Los Angeles Times, que le otorgó tres estrellas de cuatro, elogió el sonido y la fotografía «de primera categoría», así como la presentación de «Like a Virgin» (1984), aunque recalcó que algunas entrevistas y material detrás de escenas «habrían estado bien». Añadió: «Un espectáculo festivo en un estadio italiano con la Chica Material, que se ha convertido en una artista de primera categoría, pavoneándose y actuando en llamativos números de producción de sus mayores éxitos». Tom Shales de The Washington Post escribió: «Un estadio de fútbol de Turín se convirtió en el centro sexual del universo el año pasado cuando Madonna, una de nuestras superestrellas más atrevidas, grabó allí este concierto ante 75 000 italianos. Entusiasta y despreocupada, Madonna canta sus éxitos —incluida la misteriosamente hermosa "Live to Tell"— en un estéreo cavernoso [...] y se corona como la reina de las bromas, al agacharse para mostrar la palabra Kiss impresa en su ropa interior».
Jim Farber de Rolling Stone afirmó que en la pantalla chica, la presencia escénica de Madonna «puede verse en el contexto adecuado: la cursilería artificiosa de Las Vegas (con coreografías ridículas y cambios de vestuario desechables) parece más adecuada en vídeo, y la estrella ya no parece esforzarse por ir más allá de su imagen pop plana». No obstante, recalcó que el espectáculo tenía sus momentos «desconcertantes», como su «imitación» de Cyndi Lauper en el popurrí de «Dress You Up»/«Material Girl», o el trabajo de cámara, que «no siempre está a la altura». Asimismo, mencionó que su voz se desviaba «siempre» del tono en las notas bajas, pero concluyó que la mayor parte de su material es «tan irresistible» que, en baladas como «Live to Tell», no «necesita cantar con gran emoción; hay suficiente sentimiento en las palabras y la melodía». En un comentario menos positivo, Adam Sexton —autor de Buscando desesperadamente a Madonna (1993)— criticó las presentaciones de «Dress You Up», «Material Girl» y «Like a Virgin»; afirmó que la cantante «masacró» y «destrozó sus propios éxitos, sus mayores éxitos, en el escenario ante miles de personas [con] las gafas de ojo de gato y un sombrero a lo Carmen Miranda (y una voz similar a Cyndi Lauper)». Aunque lo encontró «bastante animado y divertido», Colin Jacobson de DVD Movie Guide aseguró que el mayor problema de Ciao Italia fue la «descuidada forma» en que se montó el programa, pues parecía «algo creado sobre la marcha»; prosiguió: «El trabajo de cámara y el montaje son muy descuidados, ya que estos dos factores no se combinan bien. Da la sensación de que se ha hecho todo lo posible por conseguir el material adecuado en el momento, pero que no se ha sabido pulir después». Otorgó a la imagen una «C+», al sonido una «B+» y a la ausencia de material adicional una «F». Douglas Pratt en The Laser Video Disc Companion (1992) tampoco quedó conforme con la acústica que «dejaba mucho que desear» ni con la voz de la artista, y recalcó que la calidad de la imagen «es probablemente demasiado buena para la iluminación tan fuerte». Concluyó: «No es rock and roll y apenas es música, pero cualquiera que sea capaz de llenar un estadio entero corriendo por un escenario en nada más que ropa interior y gritando en un micrófono, se ve obligado a mejorar el nivel artístico de su actuación».

## Recepción comercial

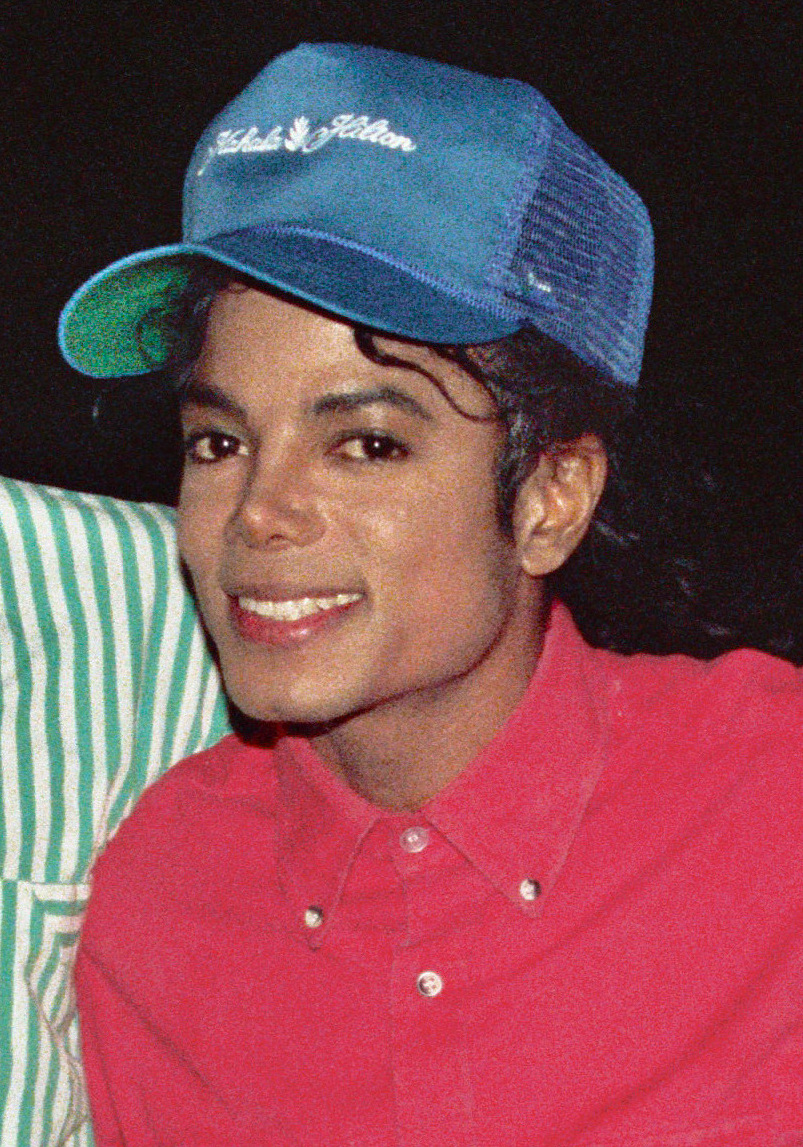
En Reino Unido, solo Moonwalker de Michael Jackson (en la imagen) evitó que Ciao Italia: Live from Italy de Madonna liderara el conteo Top 20 Music Videos

En Estados Unidos, Ciao Italia: Live from Italy ingresó en la 31.ª posición de la lista Billboard Top Videocassettes Sales el 18 de junio de 1988; nueve semanas después —el 20 de agosto— ascendió hasta el tercer lugar solo por detrás de Callanetics de Callan Pinckney y Start Up with Jane Fonda de Jane Fonda. El VHS logró mayor éxito en Top Music Videocassettes, luego de que ocupara el primer lugar el 23 de julio, por lo que se convirtió en el tercer número de la artista en esta lista, después de Madonna (1985) y Madonna Live: The Virgin Tour (1986). Fue el vigésimo séptimo videocasete más vendido del país en 1988 y la Recording Industry Association of America (RIAA) lo certificó con un disco de platino tras haber comercializado 100 000 copias. No obstante, según Steven Dupler de Billboard, el material alcanzó el estatus de «multiplatino» en abril de 1989 por la venta de entre 150 000 a 200 000 unidades. Además, según datos oficiales de Steven Galloway —gerente de Pioneer Artists— Ciao Italia había vendido alrededor de 20 000 copias en formato Laserdisc para noviembre de 1991. En Canadá, la revista RPM introdujo la lista semanal de los vídeos más vendidos del país el 9 de junio de 1990; en dicha edición, Ciao Italia debutó en la tercera posición detrás de Hangin' Tough Live de New Kids on the Block y Trashes the World de Alice Cooper. En Reino Unido, solo Moonwalker de Michael Jackson evitó que el material de Madonna liderara el conteo Top 20 Music Videos; en la lista anual de 1988, se ubicó en el séptimo lugar. Según el periódico El Siglo de Torreón, Ciao Italia fue el sexto vídeo más popular en México durante la semana del 10 de agosto de 1988.
Entre 2001 y 2010, la versión en DVD ingresó a varias listas europeas. El 8 de julio de 2001, un total de siete materiales de Madonna se ubicaron entre los treinta primeros lugares de la lista Music Video Chart de Reino Unido, entre ellos Ciao Italia, que alcanzó el puesto veintiocho. En la semana 15 también de 2001, reingresó en la sexta posición del conteo Musik DVD Top 10 de Dinamarca, mientras que en la semana 38 de 2004 debutó en el Top 30 DVD de Portugal en el decimosexto puesto, a la vez que Drowned World Tour 2001 —también de Madonna— se ubicaba en el primero. Logró el tercer puesto en el Musiikki DVD de Finlandia en la semana 33 de 2009, solo por detrás de Number Ones de Michael Jackson y Kissology Vol. 2 de Kiss, y en Hungría alcanzó el decimoséptimo puesto en el DVD Top 20. En España, durante la semana 4 de 2010 (del 25 al 31 de enero), cuatro DVD de la cantante se encontraban entre los quince primeros puestos del ranquin Top 20 DVD Musical, elaborado por Media Control GFK y PROMUSICAE; de todos ellos, Ciao Italia alcanzó la novena posición.

## Lista de canciones
| Ciao Italia: Live from Italy |                                                |                                                                                       |          |  |
| N.º                          | Título                                         | Escritor(es)                                                                          | Duración |  |
| 1.                           | «Open Your Heart»                              | Madonna Gardner Cole Peter Rafelson                                                   | 5:04     |  |
| 2.                           | «Lucky Star»                                   | Madonna                                                                               | 4:19     |  |
| 3.                           | «True Blue»                                    | Madonna Stephen Bray                                                                  | 4:45     |  |
| 4.                           | «Papa Don't Preach»                            | Brian Elliott Madonna                                                                 | 6:08     |  |
| 5.                           | «White Heat»                                   | Madonna Patrick Leonard                                                               | 7:12     |  |
| 6.                           | «Causing a Commotion»                          | Madonna Bray                                                                          | 4:45     |  |
| 7.                           | «The Look of Love»                             | Madonna Leonard                                                                       | 5:02     |  |
| 8.                           | «Dress You Up / Material Girl / Like a Virgin» | Andrea LaRusso Peggy Stanziale / Peter Brown Roberta Rans / Tom Kelly Billy Steinberg | 10:39    |  |
| 9.                           | «Where's the Party»                            | Madonna Bray Leonard                                                                  | 5:20     |  |
| 10.                          | «Live to Tell»                                 | Madonna Leonard                                                                       | 8:51     |  |
| 11.                          | «Into the Groove»                              | Madonna Bray                                                                          | 6:11     |  |
| 12.                          | «La isla bonita»                               | Madonna Leonard Bruce Gaitsch                                                         | 4:33     |  |
| 13.                          | «Who's That Girl»                              | Madonna Leonard                                                                       | 4:02     |  |
| 14.                          | «Holiday»                                      | Curtis Hudson Lisa Stevens                                                            | 6:34     |  |

## Posicionamiento en listas
| País (Lista 1988-1990)                    | Posición más alta |
| ----------------------------------------- | ----------------- |
| Canadá (RPM Video)                        | 3                 |
| Estados Unidos (Top Music Videocassettes) | 1                 |
| Estados Unidos (Top Videocassette Sales)  | 3                 |
| México (El Siglo de Torreón)              | 6                 |
| Reino Unido (Top 20 Music Videos)         | 2                 |

| País (Lista 2001-2010)          | Posición más alta |
| ------------------------------- | ----------------- |
| Dinamarca (Musik DVD Top 10)    | 6                 |
| España (Top 20 DVD Musical)     | 9                 |
| Finlandia (Musiikki DVD)        | 3                 |
| Hungría (DVD Top 20)            | 17                |
| Portugal (Top 30 DVD)           | 16                |
| Reino Unido (Music Video Chart) | 28                |

| País (Lista 1988)                         | Posición |
| ----------------------------------------- | -------- |
| Estados Unidos (Top Videocassette Sales)  | 27       |
| Reino Unido (Top 20 Music Videos)         | 7        |
| País (Lista 1989)                         | Posición |
| Estados Unidos (Top Music Videocassettes) | 7        |

## Certificaciones
| Región                | Certificación | Unidades certificadas |
| --------------------- | ------------- | --------------------- |
| Estados Unidos (RIAA) | Platino       | 100 000               |

## Créditos y personal
Banda
- Madonna: voz
- Patrick Leonard: teclado
- Jai Winding: teclado
- Jonathan Moffett: batería
- David Williams: guitarra
- James Harrah: guitarra
- Kerry Hatch: bajo
- Luis Conte: percusión
- Donna De Lory: coros
- Niki Harris: coros
- Debra Parson: coros
- Shabba Doo: bailarín
- Ángel Ferreira: bailarín
- Chris Finch: bailarín

Equipo técnico y diseño
- Riccardo Mario Corato: producción
- ID TV Amsterdam: grabación en vivo
- Egbert Van Hees: dirección
- Harry De Winter: productor ejecutivo
- Mitchell Sinoway: edición
- Patrick Leonard: director musical
- Shabba Doo: coreografía
- Brian Malouf: remezcla
- Rick Holbrook: remezcla
- Jerome Sirlin: escenografía
- Jeffrey Hornaday: dirección de escena
- Jeri Heiden: dirección de arte, diseño
- Maura P. McLaughlin: dirección de arte, diseño
- Herb Ritts: fotografía

Créditos adaptados de las notas del VHS Ciao Italia: Live from Italy.